# مكشاف شبه الموصلات

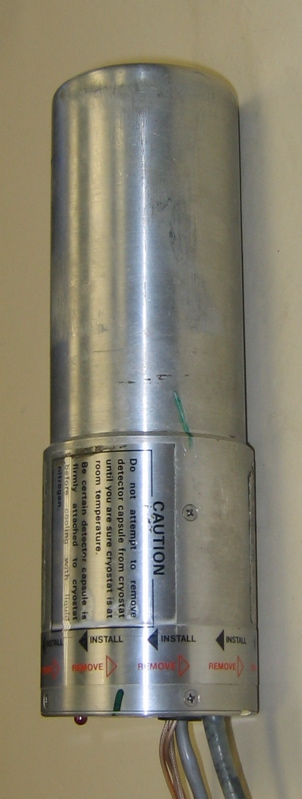
مكشاف شبه موصل من الجرمانيوم.

مكشاف شبه الموصلات  في الفيزياء هي أنواع من مكشاف ات الجسيمات الأولية المشحونة تستخدم شبه موصل مثل السيليكون أو الجرمانيوم . ويوجد منها أنواع لقياس الفوتونات.
وعندما يتكون المكشاف أو المكشاف من دايود واحد يسمى مكشاف دايود شبه موصل semiconductor diode detector ،
وعندما يتكون المكشاف من عدة شبه الموصلات تكون له إمكانيات ووظائف متعددة.
وقد وجدت مكشاف ات شبه الموصلات تطبيقات كثيرة في العقود الأخيرة، حيث تستخدم لقياس أشعة غاما والأشعة السينية وكذلك كمكشافات للجسيمات الأولية.

## طريقة عملها
عند دخول شعاع مؤين في شبه الموصل تتحرر إلكترونات من ذراتها كما تتكون فجوات موجبة الشحنة بسبب فقدها إلكترونات . وتنشأ على قطبي شبه الموصل نبضة تيار كهربي، يمكن تضخيمها بمضخم إلكتروني ثم عدها . ولتصميم مكشاف ات شبه الموصلات تستخدم تقنيات متعددة منها التشويب وكذلك استخدام عدة مجالات كهربية في شبه الموصل، بغرض نقل الشحنات المتولدة في شبه الموصل وكذلك تضخيمها .
يتسبب الشعاع المؤين الداخل في تكون أزواجا من لإلكترونات السالبة الشحنة والفجوات الموجبة الشحنة، حيث تتوجه كل منها نحو القطب المضاد لشحنتها في شبه الموصل . ويعتمد عدد أزواج الإلكترونات والفجوات المتولدة على الفراغات في مستوى الطاقة للذرات المكونة لشبه الموصل . وتختلف نشأة سحابة الشحنات في شبه الموصل بحسب نوع الشعاع المؤين الساقط، فالجسيمات الأولية المشحونة تحرر وتولد شحنات في شبه الموصل في طريقها، بينما تؤثر الفوتونات عن طريق التأثير الكهروضوئي في نقطة اصتدامه مع أحد ذرات شبه الموصل وامتصاصها للفوتون كليا.

## استخداماته
تتميز مكشافات شبه الموصلات بمقدرتها العالية على التفريق بين طاقات الجسيمات الساقطة، كما يمكنها بتصميم معين التعرف على اتجاه سقوط الشعاع . وهي تستخدم في عدد كبير من البحوث العلمية مثل التحليل الفلوري للأشعة السينية، ودراسة طيف الأشعة تحت الحمراء ، وكذلك في دراسة الجسيمات الأولية . وهي تستخدم أيضا في بناء المكشاف أطلس التابع ل مصادم الهدرونات الكبير.

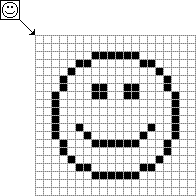
هذا مثال لصورة 16×16 بيكسل مكبرة لرؤية المكشاف ات شبه الموصلات التي تكون الشبكة الحساسة في الكاميرا الرقمية. يمكن رؤية أن زيادة عدد البكسلات يجعل الصورة أوضح

وكذلك يستخدم مكشاف شبه الموصلات في المجسات الضوئية CCD-Sensor ومكشاف ات بيكسيل Pixel detektor في الكاميرات الرقمية، حيث يمكن تصنيع عدة ملايين منها في 1 سنتيمتر مربع وهي لذلك تستخدم بكثرة في التصوير التلفزيوني وفي كاميرات التصوير الفلكية .

## قياس أشعة ألفا
تقدر عمق نفادية أشعة ألفا بنحو 25 ميكرومتر وهي نفاذية ضعيفة، ذلك لأان لها قدرة كبيرة على تأين الوسط الذي تنفذ فيه . وطبقا لمعادلة بيته-بلوخ التي تعطي مقدار التأين للجسيمات المشحونة فهي تتناسب مع Z²/v² حيث Zشحنة النواة وv سرعة الجسيم . ولهذا تزداد كثافة أزواج الإلكترون والفجوات المتكونة هع تزايد عمق النفاذية حيث تقل سرعة الجسيم خلال مساره في مادة شبه الموصل . وتصل كثافة أزواج الإلكترون والفجوات أقصى حدها عند نهاية المسار.

## مكشاف سيليكوني
يعمل معظم مكشاف ات السيليكون التي تقوم بقياس جسيمات أولية عن طريق تشويب شريحة رقيقة تبلغ 100 ميكرومتر من السيليكون بغرض تحويلها إلى دايود p-n معكوس القطبية.
وعندما يدخل جسيم مشحون خلال الشريحة تسبب في تأين ونشأة تيار كهربائي ضعيف ولكن يمكن قياسه . وتستخدم تجارب معجلات الجسيمات آلاف من تلك المكشافات حيث ترصها حول نقطة اصطدام الجسيمات المعجلة بجسيمات أخرى أو هدف آخر (قد يكون شريحة رقيقة من النحاس مثلا) لقياس انواتج الاصطدام من الجسيمات، ونظرا لتجمع عدد كبير من لك المكشاف ات حول نقطة الاصطدام فهي تسجل مسارات نواتج الاصطدام.
ويتميز المكشاف السيليكوني بدقة أعلى في تحديد مسارات الجسيمات المشحونة عن التقنيات القديمة، مثل الغرفة السحابية أو الأنابيب ذات السلك، مثل جايجر والمكشاف التناسبي.
إلا أن المكشاف ات السيليكونية غالية السعر بمقارنتها بالتقنية القديمة، كما تحتاج إلى تبريد شديد بغرض خفض تيارات الشوشرة، وعلاوة على ذلك فهي تفسد مع الوقت بتأثرها بالإشعاع .

## اقرأ أيضا
- تجربة أطلس
- مكشاف مصادم فيرميلاب
- مكشاف شيرينكوف
- مكشاف جايجر
- مكشاف وميضي
- مكشاف جسيمات
- شبه موصل
- ثغرة إلكترونية